# Ezhudesam
Ezhudesam es una ciudad y nagar Panchayat situada en el distrito de Kanyakumari en el estado de Tamil Nadu (India). Su población es de 24657 habitantes (2011). Se encuentra a 35 km de Nagercoil. 

## Demografía
Según el censo de 2011 la población de Ezhudesam era de 24657 habitantes, de los cuales 12112 eran hombres y 12545 eran mujeres. Ezhudesam tiene una tasa media de alfabetización del 89,62%, superior a la media estatal del 80,09%: la alfabetización masculina es del 91,87%, y la alfabetización femenina del 87,48%.